# Jim Barnes (basketspelare)
Velvet James "Jim" Barnes, född 13 april 1941 i Tuckerman i Arkansas, död 14 september 2002 i Silver Spring i Maryland, var en amerikansk basketspelare.
Barnes blev olympisk mästare i basket vid sommarspelen 1964 i Tokyo.